# История профсоюзного движения Великобритании
История профсоюзного движения Великобритании охватывает британские профсоюзные организации, их деятельность, идеи, политику и влияние с конца XVIII века по настоящее время.

## XVIII век
История профсоюзного движения Великобритании начинается с конца XVIII века, когда в годы «промышленной революции» появляются первые профессиональные объединения, например, созданный в 1792 году союз прядильщиков Ланкашира. Уже в 1799 и 1800 годах английский парламент законами о рабочих коалициях запрещает профсоюзы и стачки, а также объединения работодателей, однако на деле эти законы служили основанием для борьбы именно с рабочим движением. Ужесточение борьбы с профсоюзами в Англии во многом было вызвано страхами перед Великой французской революцией. Первые профессиональные объединения образовывались по цеховому принципу, объединяя рабочих одной профессии, работающих в одной местности. Помимо защиты интересов своих членов профсоюзы также занимались социальной работой: оказывали различную помощь потерявшим работу, больным работникам и инвалидам, вдовам и сиротам рабочих.

## XIX век
Профсоюзы в Британии часто подвергались жестоким репрессиям, но несмотря на это получили широкое распространение в таких крупных промышленных городах, как Лондон. Профсоюзы были легализованы после принятия Закона об отмене запрета на коалиции в 1824 году и закона о право рабочих на заключение коллективных договоров в 1825 году, когда большое число фабричных рабочих присоединилось к этим ассоциациям в их усилиях по повышению заработной платы и улучшению условий труда. Частью рабочего движения было также движение луддитов, сыгравшее заметную роль в восстании 1820 года в Шотландии, во время которого 60 000 рабочих объявили всеобщую забастовку, вскоре подавленную властями. Ещё до легализации профсоюзной деятельности начались попытки создать общенациональные профсоюзы. В 1822 году активист-корабел Джон Гаст сформировал «Комитет полезных классов» (англ. Committee of the Useful Classes), который иногда называют первым национальным профессоюзом. Самой амбициозной попыткой стало создание в 1834 году по инициативе Роберта Оуэна Великого национального союза тред-юнионов, который объединял до полумиллиона членов и привлёк широкий круг социалистов, от оуэнистов до революционеров. Эта организация принимала участие в протестах после дела Толпаддлских мучеников, но вскоре распалась.
Важным событием профсоюзного движения в Уэльсе стало Мертирское восстание в мае 1831 года, когда рабочие угольных и сталелитейных предприятий могущественной семьи Кроушей вышли на улицы Мертир-Тидвила, призывая к реформам, протестуя против снижения заработной платы и безработицы. Постепенно протест распространился на близлежащие промышленные города и деревни, и к концу мая вся территория была охвачена восстанием, участники которого впервые в мире подняли красный флаг, с тех пор принятый профсоюзным движением и социалистическими группами в целом.

### Чартизм
В конце 1830-х и 1840-х годах профсоюзное движение начинает заниматься политической деятельностью. Особое значение имел чартизм, рабочее движение за социальные и политические реформы в Британии, которое возникло в 1836 году и было наиболее активным в период между 1838 и 1848 годами. Оно получило своё название от Народной хартии (англ. People's Charter) 1838 года. Цели движения поддерживали большинство социалистов, хотя ни один из них, похоже, не играл в нём ведущей роли. Наибольшей поддержкой чартизм пользовался в Северной Англии, Восточном Мидленде, стаффордширском Поттерис, Чёрной стране (Мидленд) и Долинах Южного Уэльса. Наибольшего размаха движение имело в 1839, 1842 и 1848 годах, когда в парламент были представлены петиции, подписанные миллионами трудящихся, но каждый раз они отклонялись.
Применяемая чартистами стратегия заключалась в том, чтобы использовать масштаб поддержки, которую продемонстрировали петиции и сопровождающие их массовые митинги, и заставить политиков предоставить всем мужчинам избирательное право. Таким образом, чартизм опирался на конституционные методы для достижения своих целей, хотя некоторые чартисты были вовлечены в повстанческую деятельность, особенно во время Ньюпортского восстания в ноябре 1839 года. Правительство не уступило ни одному из требований, и всеобщего избирательного права для мужчин пришлось ждать ещё два десятилетия. Чартизм был популярен среди некоторых профсоюзов, особенно среди лондонских портных, сапожников, плотников и каменщиков. Одной из причин был страх перед притоком неквалифицированной рабочей силы, особенно в швейном и обувном производстве. В Манчестере и Глазго в чартистской деятельности активно участвовали инженеры. Многие профсоюзы приняли участие во всеобщей забастовке 1842 года, которая распространилась на 15 графств Англии и Уэльса и 8 графств Шотландии. Несмотря на то что чартистам не удалось добиться своих целей, чартизм сыграл важную роль в истории британских профсоюзов, научив их лидеров и активистов методам и навыкам политической борьбы.

### Новые организации
Деятельность профсоюзов с 1850-х по 1950-е годы в текстильной и машиностроительной отраслях находилась в основном в руках квалифицированных рабочих. Поддерживая разницу в оплате и статусе с неквалифицированными работниками, они сосредоточились на контроле над машинным производством, чему способствовала конкуренция между работодателями на местном рынке труда.
После того как чартистское движение 1848 года распалось, были предприняты новые попытки объединить рабочее движение. Объединённая ассоциация горняков и моряков Северо-Востока (англ. Miners' and Seamen's United Association in the North-East) действовала в 1851—1854 годах, прежде чем тоже распалась из-за внешней враждебности и внутренних споров по поводу целей. Лидеры рабочего движения стремились к солидарности рабочего класса как к долгосрочной цели, предвосхищая таким образом партнёрские стратегии, продвигаемые Рабочим парламентом в марте 1854 года.
С 1850-х годов начинают появляться новые, более постоянные профсоюзы, лучше обеспеченные ресурсами, но зачастую менее радикальные. В 1860 году, после мощной стачки и локаута в строительной отрасли, был основан Лондонский совет тред-юнионов, а по его примеру создаются подобные советы в Бирмингеме, Манчестере и других городах Британии. Беспорядки в Шеффилде 1866—1867 годов послужили толчком к созданию Конгресса тред-юнионов в 1868 году. Правовой статус профсоюзов в Соединённом Королевстве был установлен в конце 1860-х Королевской комиссией по тред-юнионам, которая согласилась, что создание профессиональных союзов выгодно как работодателям, так и работникам. Профсоюзы были окончательно легализованы в 1871 году с принятием Акта о тред-юнионах 1871 года
.
Профсоюзное движение быстро растёт, проникая во все отрасли и вовлекая в свою орбиту всё больше рабочих. В 1867 году журнал Edinburgh Reviewотмечал, что «почти каждая промышленность в королевстве имеет свой союз… Общее количество всех ассоциаций составляет не менее чем 2000». Английский экономист В. Т. Торнтон в 1869 году писал:
«… не менее 1/10 всех мастеровых Великобритании зачислены в рабочие союзы, из которых многие считают своих членов тысячами, а некоторые и десятками тысяч, располагая соответствующими доходами. Число же самих союзов – легион. Список их включает не только все известные отрасли ремесленной или мануфактурной промышленности, но и такие, названия которых слыхали разве немногие. Как Европа усеяна тайными политическими обществами, так и Великобритания покрыта рабочими союзами, приводящими в исполнение свои таинственные повеления руками неответственных агентов и таким образом созидающими тиранию, которая страшнее всякого королевского деспотизма, ибо уничтожает личную свободу английского рабочего и не дозволяет ему распоряжаться своим трудом»

### Новый юнионизм (1889—1893)
Традиционно ведущую роль в развитии профсоюзного движения играла «рабочая аристократия», квалифицированные высокооплачиваемые рабочие, которые гордились своим положением и создавали профсоюзы, чтобы противостоять работодателям и не допускать конкуренции со стороны неквалифицированных и полуквалифицированных рабочих. Самыми сильными тред-юнионами середины викторианского периода были профсоюзы квалифицированных рабочих, такие как Объединённое общество инженеров, объединявшее механиков, машинистов, кузнецов, слесарей и других квалифицированных рабочих всех инженерных профессий. В то же время, среди полуквалифицированных и неквалифицированных рабочих профсоюзное движение не имело такого размаха. Профсоюзные деятели часто избегали воинственности, опасаясь, что забастовки поставят под угрозу финансы профсоюзов и, следовательно, их зарплаты.
В 1889—1890 годах неожиданно вспыхнула волна забастовок, в основном спровоцированная простыми рабочими снизу. Её успех можно объяснить сокращением предложения сельской рабочей силы, что, в свою очередь, усилило позиции неквалифицированных рабочих на переговорах. Так, социалист Бен Тиллетт, один из лидеров забастовки в лондонских доках 1889 года, в том же году создаёт Союз рабочих доков, причалов, Риверсайда и разнорабочих, который пользовался поддержкой квалифицированных рабочих. Набрав 30 000 членов, профсоюз добились повышения заработной платы и улучшения условий труда.
Именно в 1889 году в Великобритании зарождается «новый юнионизм» в противовес так называемому «старому юнионизму». В отличие от «старого юнионизма», «новый юнионизм» представлял собой систематическую работу по привлечению в профсоюзное движение не только квалифицированных, но и неквалифицированных и полуквалифицированных рабочих (в течение 1890 года свои профсоюзы образовали 200 тысяч неквалифицированных рабочих, а общая численность членов профсоюзов возросла с 890 тысяч до 2 миллионов). Также, важным отличием новых тред-юнионов от старых тред-юнионов являлось ориентированность новых профсоюзов на стачечную борьбу и создание политической партии, представляющей рабочих. Старые профсоюзы же были ориентированы на создание касс взаимопомощи и страхование рабочих, из-за чего имели большие членские взносы.
Профсоюзы сыграли заметную роль в создании в 1900 году Комитета рабочего представительства, альянса профсоюзов и социалистических организаций с целью увеличения представительства рабочего класса в парламенте, который стал предшественником современной Лейбористской партии.

### Профсоюзы и женщины
Женщины в значительной степени были исключены из профсоюзного движения до конца XX века. И всё же они тоже принимали в нём участие, создавая свои организации, которые стремились обсудить условия труда работниц с работодателями в 1870-х годах, такие как Женская лига защиты и предусмотрительности (англ. Women's Protective and Provident League, WPPL), позднее преобразованную Женскую профсоюзную лигу. Воинствующие социалистки отделились от WPPL и сформировали Ассоциацию женских тред-юнионов (англ. Women's Trade Union Association), но не пользовались большим влиянием. В XIX веке было несколько случаев, когда женщины-члены профсоюзов проявляли инициативу. Так, женщины сыграли центральную роль в забастовке ткачей в Западном Йоркшире 1875 года, а забастовка работниц лондонской спичечной фабрики 1888 года (и последующее формирование Союза женщин-спичечниц) оказала влияние на забастовку лондонских докеров 1889 года и формирование «нового юнионизма».

### Зарождение лейборизма
Истоки Лейбористской партии лежат в XIX веке, когда стало очевидно, что существует необходимость в новой политической силе, которая представляла бы интересы и потребности рабочего класса, влияние которого на политическую жизнь Великобритании даже в условиях постоянного роста численности по прежнему было невелико. Если в первой половине XIX века профсоюзное движение в основном пыталось влиять на власть с помощью петиций и уличных акций, то после провала чартизма и расширения избирательного права в 1867 и 1885 годах профсоюзы начинают поддерживать, в том числе и финансово, отдельных кандидатов в Палату общин, среди которых преобладали лидеры и активисты тред-юнионов. В 1869 году создаётся Лига рабочего представительства, секретарём которой с 1873 по 1880 годы был Генри Бродхерст из профсоюза каменщиков, сам позднее ставший парламентарием и заместителем министра внутренних дел (первый в истории Великобритании случай участия рабочего в кабинете министров). При этом некоторые кандидаты, спонсируемые профсоюзами, получали поддержку от Либеральной партии, в рядах которой было немало людей левых взглядов, сочувствующих рабочему классу.
В 1870 году влиятельный лидер Лондонского совета тред-юнионов Джордж Оджер баллотировался от либералов на дополнительных выборах в Саутуарке, и хотя он проиграл, но этот год считается началом движения либерал-лейбористов, в рамках которого местные либеральные ассоциации выдвигали в британский парламент кандидатов от тред-юнионов. Первыми депутатами от либерал-лейбористов в 1874 году становятся Александр Макдональд и Томас Берт, члены Федерации горняков Великобритании (MFGB). В 1880 году к ним присоединился Генри Бродхерст из профсоюза каменщиков. Своего пика движение достигло в 1885 году, когда было избрано двенадцать депутатов от либерал-лейбористов. Среди них были Уильям Абрахам (Мабон), 33 года, с 1885 по 1918, представлявший в Палате общин долину Рондда (Уэльс), Уильям Кример, один из основателей Объединённого общества плотников и столяров, Джозеф Арч, основатель Национального союза сельскохозяйственных рабочих.
После 1885 года начался постепенный спад либерал-лейбористского движения, вызванный поражением забастовки на шёлковой фабрике Manningham Mills (1890–1891), основанием в 1893 году Независимой лейбористской партии, и, наконец, серией решений, ограничивающих деятельность профсоюзов, кульминацией которых стало Тафф-Вейльское дело (1901), которое в значительной степени не оспаривалось Либеральной партией.
В 1880-х—1890-х годах сформировалось несколько небольших социалистических групп, претендовавших на право представлять на политической сцене рабочий класс. Среди них были марксистская Социал-демократическая федерация (1881), реформистское Фабианское общество (1884), Шотландская лейбористская партия (1888) и Независимая лейбористская (1893).
В 1900 году был создан Комитет рабочего представительства как альянс социалистических организаций и профсоюзов с целью увеличения представительства рабочего класса в британском парламенте. В создании комитета самое активное участие принимал Британский конгресс тред-юнионов. Если на первых для Комитета выборах, в 1900 году, было избрано всего 2 депутата, то уже по итогам выборов 1906 года в Палате общин сформировалось две группы депутатов от тред-юнионов (29 от Комитета и 23 от либерал-лейбористов). Сразу после выборов было объявлено о создании на базе Комитета рабочего представительства новой партии, Лейбористской, отцы-основатели которой хотели быть единственными представителями рабочего класса в Палате общин. Британский конгресс тред-юнионов решил потребовать от поддерживаемых им членов парламента баллотироваться на следующих выборах в качестве кандидатов от Лейбористской партии. Из 23 депутатов от либерал-лейбористов 15 поддерживались профсоюзами, входящими в Федерацию горняков Великобритании. Когда она присоединилась к Лейбористской партии в 1909 году, большинство её депутатов после выборов в январе 1910 года также перешли к лейбористам.

## XX век

### Начало века
Большим влиянием в профсоюзном движении Великобритании сыграли угольщики, самоорганизации которых способствовало их расположение в отдалённых монопромышленных посёлках. Федерация горняков Великобритании была образована в 1888 году и уже в 1908 году насчитывала 600 000 членов. Большая часть «старых левых» лейбористских политиков берёт своё начало именно в угледобывающих районах. Неудивительно, что горняки сыграли важную роль в рабочем восстании 1911—1914 годов, вошедшем в историю Великобритании как «Великие беспорядки» или Великие трудовые волнения». Они включали всеобщую транспортную забастовку в Ливерпуле и забастовки на фабриках компании Singer 1911 года, беспорядки в Тонипанди, Национальную забастовку угольщиков 1912 года и Дублинский локаут 1913 года. Это были самые значительные трудовые волнения в Великобритании со времен промышленной революции, но они не так широко известны, как всеобщая стачка 1926 года. Период волнений был назван «великим» не из-за его масштабов, а из-за уровня насилия со стороны как государства, так и рабочих; включая гибель забастовщиков от рук полиции и саботаж со стороны рабочих.
Период 1910–1914 годов отличался не только серьёзными рабочими волнениями, но и огромным роста членства в профсоюзах, что в той или иной степени затронуло все отрасли промышленности. Наибольшей активностью и радикализмом наряду с угольщиками также отличались текстильщики и транспортники. Особую воинственность проявляли новые профсоюзы полуквалифицированных рабочих. Во многом активизация и радикализация рабочего движения произошла из-за падения реальной заработной платы, в то время как профсоюзное руководство изо всех сил старалось наверстать упущенное. Национальный союз моряков и пожарных руководил забастовками во многих портовых городах Великобритании. Национальное руководство было решительно поддержано местными лидерами, например, Советом тред-юнионов Глазго, который был более единым и последовательным в своих действиях, чем большинство профсоюзных центров. Долгосрочный результат проявился в силе береговой организации на реке Клайд, ознаменовавшейся появлением независимых местных профсоюзов докеров и моряков.

### Первая мировая война
Производство оружия и, особенно, боеприпасов резко выросло войны, и поскольку треть взрослых мужчин ушли в армию, спрос на рабочую силу был очень высоким, что привело к росту занятости женщин, в том числе, в сферах традиционно считавшимися мужскими. Большое количество женщин было трудоустроено временно. Помимо того, что война существенно расширила список работ, где пришлось задействовать женщин, война «заставила» британские профсоюзы смириться с присутствием женшин в своих рядах.
Число членов тред-юнионов, в том числе и за счёт женщин, удвоилось с 4,1 миллиона в 1914 году до 8,3 миллиона в 1920 году. Одновременно росло влияние и главного профцентра Великобритании, Конгресса тред-юнионов (TUC): если в 1914 году входившие в него профсоюзы насчитывали 65 % всех членов профессиональных союзов, то в 1920 году уже 77 %. Вырос и престиж тесно связанных с профсоюзным движение лейбористов.
На время войны профсоюзы добровольно сократили забастовки и ограничительные меры, что не остановило власти в их попытках ограничить профсоюзное движение. Закон о военных боеприпасах 1915 года последовал за снарядным кризисом 1915 года, когда поставки боеприпасов на фронт стали политическим вопросом. Закон запретил забастовки и локауты, заменив их обязательным арбитражем. Была создана система контроля над военной промышленностью и учреждены трибуналы по вооружениям, которые представляли собой специальные суды для обеспечения соблюдения надлежащей практики работы. Суды постановили, что определение боеприпасов достаточно широкое и включает рабочих текстильной промышленности и докеров. Также правительство пыталось контролировать мобильность рабочей силы. Закон 1915 года был отменен в 1919 году, но аналогичный закон вступил в силу во время Второй мировой войны.
В Глазго высокий спрос на рабочих для производства боеприпасов и военных кораблей ещё больше укрепил укрепил власть профсоюзов. Возникло радикальное движение под названием «Красный Клайдсайд», возглавляемое воинственными профсоюзными активистами. Промышленные районы, некогда бывшие оплотом Либеральной партии, к 1922 году перешли к лейбористам, опираясь на ирландские католические рабочие районы. Особенно активно солидарны были женщины по жилищным вопросам. Однако «красные» действовали внутри Лейбористской партии и имели мало влияния в парламенте; к концу 1920-х годов настроения рабочих активистов изменилось на пассивное отчаяние.
Война привела к дальнейшему увеличению числа членов профсоюзов, а также к широкому признанию профсоюзов и их более широкому участию в управлении. Но были негативные моменты. Забастовки объявлялись непатриотическими, а правительство пыталось снизить заработную плату и ограничить право рабочих менять место работы. В конце войны профсоюзы стали весьма воинственными, пытаясь удержать свои завоевания; но обычно терпели поражение. В результате, численность профсоюза достигло пика в 8,3 миллиона в 1920 году, а затем упало до 5,4 миллиона в 1923 году.

### 1920-е годы
В послевоенное время произошла серия радикальных событий, частично стимулированных Российской революцией 1917 года. Профсоюзы, особенно в Шотландии, были воинственно настроены, желая сохранить свои достижения. Однако правительство пошло на компромисс, и по мере стабилизации экономики в начале 1920-х годов профсоюзы резко сдвинулись вправо. Исключением стал профсоюз угольщиков, которые столкнулись со снижением заработной платы в приходящей в упадок отрасли, страдавшей от снижения цен, жёсткой конкуренции со стороны нефти и резкого снижения добычи на стареющих угольных шахтах Великобритании. И в 1920, и в 1921 году трудовых споров было больше, чем когда-либо в межвоенный период, за исключением 1926 года.
Всеобщая стачка 1926 года была объявлена Конгрессом тред-юнионов в поддержку угольщиков, которым угрожал локаут. В девятидневной общенациональной забастовке, крупнейшей в истории британского рабочего движения, приняли участие более 4 миллионов железнодорожников, транспортников, полиграфистов, докеров, металлургов, сталелитейщиков и рабочих других профессий. В конечном итоге 12 мая лидеры забастовщиков, столкнувшихся с ожесточённым сопротивлением властей и работодателей, объявили, что всеобщая стачка прекращается. Шахтёры бастовали ещё почти 7 месяцев, однако без поддержки других рабочих они не смогли отстоять свои требования, и 30 ноября им пришлось вернуться к работе и согласиться на увеличение рабочего времени, снижение заработной платы и порайонное заключение соглашений.
Новый удар по профсоюзному движению был нанесён в 1927 году, когда был принят радикальный антипрофсоюзный Акт о торговых спорах и профсоюзах 1927 года. Он наложил серьёзные ограничения на власть профсоюзов, в том числе объявил вне закона забастовки солидарности и массовые пикеты, а также запретил что профсоюзам государственных служащих вступать в Конгресс тред-юнионов. Закон 1927 года также объявил всеобщие забастовки незаконными и положил конец автоматическим выплатам членов профсоюзов Лейбористской партии. Он был отменён Актом о торговых спорах и профсоюзах 1946 года.
Всеобщая стачка 1926 года считалась серьёзной ошибкой некоторыми лидерами Конгресса тред-юнионов, такими как Эрнест Бевин. Большинство историков рассматривают это событие как единичное с небольшими долгосрочными последствиями, но Мартин Пью считает, что оно ускорило переход избирателей из рабочего класса на сторону Лейбористской партии, что привело к её будущим успехам.

### 1930-е—1940-е годы
В целом руководство британских профсоюзов занимало антикоммунистические позиции. Так, поддержка республиканского режима во время гражданской войны в Испании 1936—1939 годов была наиболее широко распространена среди левых, но испанским республиканцам также помогали консерваторы и либералы. Однако верхушка Конгресса тред-юнионов и Лейбористской партии не доверяли коммунистам и отказывалась участвовать в кампаниях единства
На Конгрессе TUC в сентябре 1936 года голоса делегатов по вопросу о невмешательства в гражданскую войну в Испании разделились, но Уолтер Ситрин и Эрнест Бевин смогли добиться принятия предложения о поддержке политики невмешательства, сделав её частью политики TUC. Как и Лейбористская партия (которая ранее также поддерживала невмешательство), в период с октября 1936 по июнь 1937 года под давлением Социалистического рабочего интернационала и Международной федерации профсоюзов (IFTU) Ситрин, Бевин и TUC отказались от политики невмешательства.
TUC, действуя вместе с Американской федерацией труда (АФТ), заблокировал в 1937 года членство советских профсоюзов в Международной федерации профсоюзов. В 1938 году TUC изменил свою позицию, допустив советские профсоюзы в IFTU. Когда Великобритания вступила в войну с Германией, TUC решительно поддержал правительство и отправил лидеров в Соединённые Штаты, чтобы заручиться поддержкой американских рабочих. Когда Гитлер вторгся в СССР в 1941 году, TUC также отправил своих лидеров в Москву, понимая, что Великобритании нужны союзники в борьбе против Гитлера.
Уинстон Черчилль, возглавив правительство в мае 1940 года, назначил Эрнеста Бевина, генерального секретаря Союза рабочих транспорта и разнорабочих, министром труда и национальной службы в своём военном кабинете. За время Второй мировой войны британские профсоюзы резко выросли в членстве и силе.
После окончания войны британские профсоюзы возобновили стойкую антикоммунистическую и антисоветскую позицию. Однако коммунистам всё же удавалось занимать местные руководящие посты, особенно в профсоюзе угольщиков.
Конгресс тред-юнионов сыграл небольшую роль в формировании Организации Объединённых Наций.

### Расцвет тред-юнионов
Неожиданный успех Лейбористской партии на выборах 1945 года придал сильный толчок развития профсоюзного движения Великобритании. Именно в послевоенную эпоху тред-юнионы достигли своего пика членства, известности, престижа и политической власти. Широкий «послевоенный консенсус» поднял их статус, и профсоюзы были широко представлены в руководстве Лейбористской партии. К 1970-м годам их власть ещё больше возросла, но престиж упал и консенсус исчез. В 1980-е годы политика Консервативной партии во главе с Маргарет Тэтчер по борьбе с влиянием профсоюзов, которые, по её мнению, негативно влияли на парламентскую демократию и экономику ввиду регулярных забастовок, привела к ослаблению профсоюзного движения, которое с тех пор так и не восстановилось.
Сильная антикоммунистическая направленность Конгресса тред-юнионов сохранялась и в послевоенное время. Профсоюзы решительно поддерживали участию Великобритании в «холодной войне» и НАТО, а также международные организации, таким как Международная конфедерация свободных профсоюзов, которая исключила коммунистические профсоюзы, подобные тем, которые присоединились к Всемирной федерации профсоюзов, в которой доминировал Советский Союз. В некоторых профсоюзах, особенно в Национальном союзе горняков (NUM), коммунисты действительно имели некоторое влияние. Так, вице-президентом союза с 1972 по 1987 год был член британской компартии Мик Макгэхи. В 1974 году первым коммунистом, избранным за десятилетия в Генеральный совет TUC, стал Кен Гилл, генеральный секретарь крупного профсоюза инженеров и техников, который много внимания уделял расовым проблемам.
Британские тред-юнионы сотрудничали с АФТ-КПП в США в рамках международных проектов. В 1980-х годах внимание профсоюзов всего мира было сосредоточено на профсоюзном движении «Солидарность» в Польше, которому со второй попытки наконец удалось сломить коммунистический контроль над этой страной. Норман Уиллис, генеральный секретарь TUC с 1984 по 1993 год, активно пропагандировал поддержку «Солидарности» со стороны западных профсоюзов. А вот движение за ядерное разоружение, игравшее важную роль во внутренней политике Лейбористской партии в 1980-х годах, было в первую очередь движением среднего класса, которое не имело широкой поддержки в рабочем движении.

### Тред-юнионы и Тэтчер

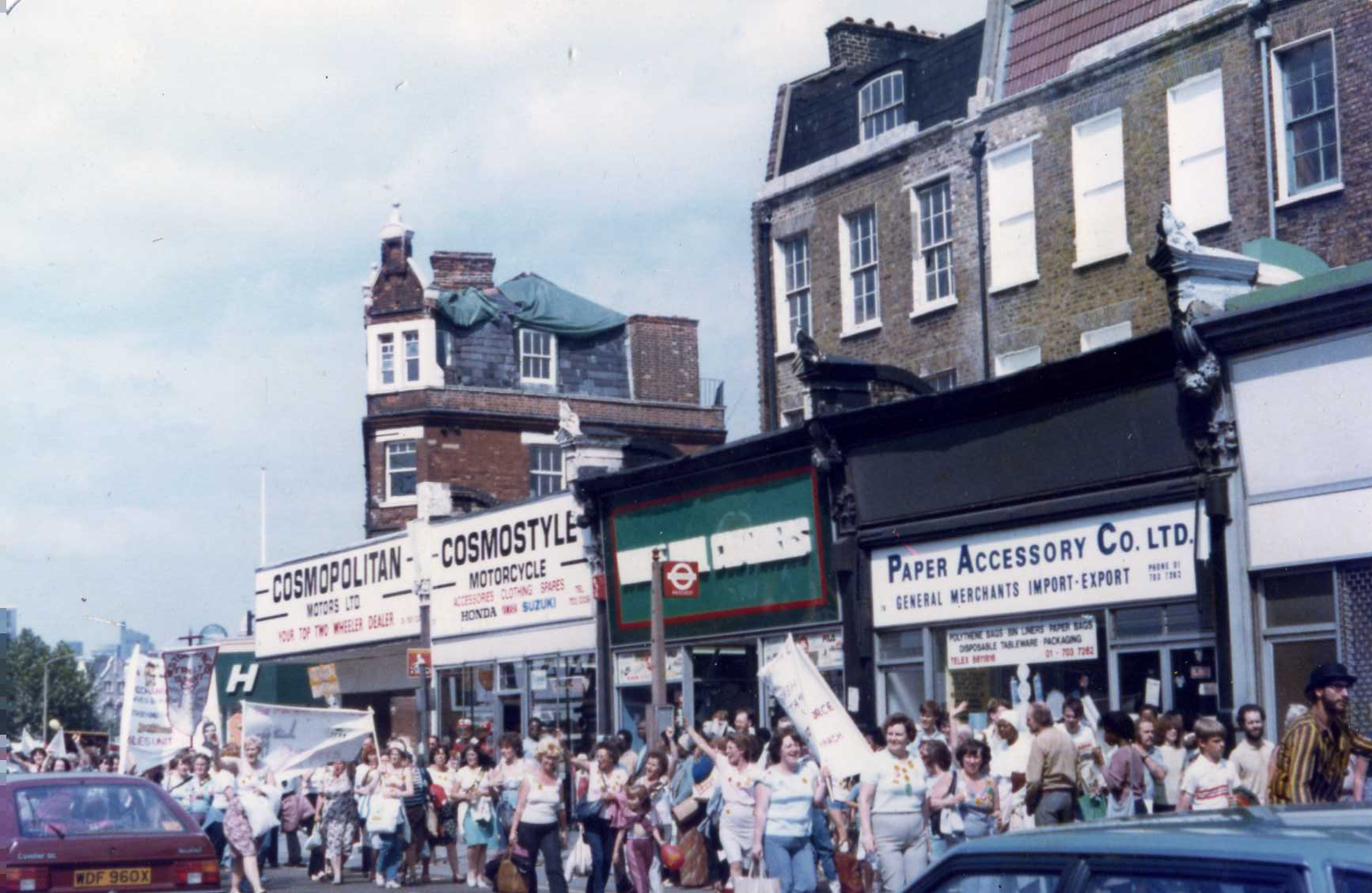
Марш в поддержку бастующих шахтёров на Камберуэлл Роуд в Лондоне (1984 год).

Важную роль в истории Великобритании в целом и в истории профсоюзного движения в частности, сыграла крупная забастовка британских профсоюзов во время «зимы несогласия» 1978—1979 годов, которая парализовала страну и способствовала падению лейбористского правительства Джеймса Каллагэна. Каллагэн, сам являвшийся профсоюзным деятелем, призывал профсоюзы проявлять сдержанность в вопросе оплаты труда в рамках политики британского правительства в то время, направленной на сдерживание безудержной инфляции. Его попытка ограничиться повышением заработной платы на 5 % привела к массовым официальным и неофициальным забастовкам по всей стране зимой того же года. Официальные и неофициальные забастовки водителей грузовиков, железнодорожников, медсестёр и водителей скорой помощи усугубили ощущение кризиса в стране. Последствия действий профсоюза вызвали серьёзные колебания в намерениях голосовать. Если в ноябре и начале декабря 1978 года по данным Gallup и National Opinion Polls лейбористы лидировали в опросах общественного мнения, опережая консерваторов на 3—5 %, то начиная с 15 января 1979 года, после зимних забастовок, почти все опросы показывали преимущество консерваторов, которые временами опережали лейбористов на 20 %.
Правительство Каллагэна пало, а консерваторы во главе с Маргарет Тэтчер одержали победу на последующих выборах и ввели новые профсоюзные законы, отчасти для борьбы с промышленными волнениями, которые преследовали предыдущие правительства Вильсона и Каллагэна. Тэтчер рассматривала сильные профсоюзы как препятствие экономическому росту и в законах о занятости 1980 года и 1982 годов прописала серьёзные ограничения на деятельность тред-юнионов и забастовки, которые до неё тори долгое время избегали. В частности, были запрещены забастовки солидарности и политические забастовки, ограничены основания, по которым работники могли объявлять забастовку, а также профсоюзы обязали возмещать ущерб, причинённый забастовками. Хотя усилия Тэтчер были направлены на недопущение ставших частыми в Великобритании массовых забастовок, она убеждала британцев в том, что эти меры помогут увеличить демократичность профсоюзов. Тем не менее вместе со значительными сокращениями на приватизированных убыточных предприятиях и быстрым ростом безработицы эта политика вылилась в крупные забастовки.
Первый премьерский срок Маргарет был отмечен рядом забастовок, организованных частью профсоюзов в ответ на новое законодательство, ограничившее их полномочия. В 1981 году в Брикстоне произошли серьёзные беспорядки, которые связывались с ростом безработицы, однако правительство Тэтчер не стало смягчать свою экономическую политику, являвшуюся причиной роста безработицы. В конечном итоге противостояние профсоюзов с правительством закончилось безрезультатно, породив разочарованиt среди членов профсоюзов. Только 39 % из них проголосовало за Лейбористскую партию на выборах 1983 года.
В своих мемуарах тогдашний министр занятости Норман Теббит написал о Законе о занятости 1982 года: «Я не сомневаюсь, что этот Закон был моим величайшим достижением в правительстве, и я считаю, что он был одним из главных столпов, на которых основывались экономические реформы Тэтчер».
Национальный союз горняков (NUM) долгое время был одним из сильнейших и воинственных профсоюзов Великобритании. Его забастовки привели к свержению правительства Хита в 1970-х годах. Неудивительно, что когда в марте 1984 года Национальное управление угольной промышленности выступило с предложением о закрытии 20 из 174 государственных шахт и сокращении на 20 тысяч рабочих мест (всего в отрасли работало 187 тысяч человек), горняки решили бастовать. Так, началась знаменитая забастовка шахтёров 1984—1985 годов, которая стала крупнейшим проявлением конфронтации между профсоюзами и британским правительством.
Первыми забастовку объявил Йоркширский регион NUM, ссылаясь на результаты регионального голосования 1981 года. Национальный исполнительный комитет во главе с Артуром Скаргиллом решил не проводить общенациональное голосование по национальной забастовке, как это было обычным раньше, а объявить забастовку делом каждого региона NUM. Уже вскоре в забастовке участвовали две трети шахтёров страны, а уже летом к нимм присоединились работники транспорта и металлургии, а затем и ряда других отраслей. Постепенно забастовка охватила всю страну и затронула многие отрасли экономики. Скаргилл бросил вызов общественному мнению и этим воспользовалась Тэтчер, задействовав план Ридли, разработанный в 1977 году, чтобы сорвать забастовку. Тэтчер отказалась принять условия бастующих и сравнила претензии шахтёров с фолклендским конфликтом, случившимся за два года до этих событий: «Нам пришлось бороться с врагом за пределами страны, на Фолклендских островах. Мы всегда должны знать о враге внутри страны, с которым труднее бороться и который представляет бо́льшую опасность для свободы». Ущерб для экономики страны от этих событий оценивался, по меньшей мере, в £1,5 млрд. Кроме того, забастовки стали причиной сильного падения курса фунта стерлингов по отношению к доллару США.
Так как шахтёры внесли свой вклад в отставку премьера Хита, Тэтчер была решительно настроена преуспеть там, где он потерпел неудачу. Для минимизации последствий забастовки британское правительство увеличило добычу нефти в Северном море и увеличило импорт нефти, а также следило за обеспечением работы тех, кто из-за боязни потерять работу не примкнул к бастующим, и настроило общественное мнение против участников забастовки и профсоюзов. Стратегия создания национальных запасов горючего топлива, назначение главой национального управления угольной промышленности Яна Макгрегора, который вёл борьбу с профсоюзами, а также подготовка британской полиции к возможным забастовкам и мятежам внесли существенный вклад в победу Тэтчер над профсоюзами.
Спустя год после начала забастовки, в марте 1985 года, Национальный союз горняков был вынужден отступить, потерпев сильнейшее поражение в своей истории, ставшее для него катастрофическим. В том же 1985 году правительство Великобритании закрыло 25 нерентабельных шахт, а к 1992-му число закрытых шахт составило 97. Оставшиеся шахты были приватизированы. Последующее закрытие ещё 150 угольных шахт, часть из которых не была убыточной, привело к тому, что десятки тысяч человек лишились работы.
Более 6000 типографий объявили забастовку в 1986 году после того как профсоюзы печатников посчитали «неприемлемыми» внедрение группой News International Руперта Мёрдока новых технологий, позволивших журналистам вводить текст напрямую, без привлечения типографских работников, членов профсоюза, которые использовали старые методы. Забастовка также была проиграна, что привело как к общему снижению влияния профсоюзов в Великобритании, так и к широкому внедрению современных методов издательского дела в газетах.
Во время второго премьерского срока Тэтчер проводила ещё более активную борьбу с влиянием профсоюзов: были приняты законы о запрете на принуждение ко вступлению в профсоюз, о запрете «забастовок солидарности», об обязательном предварительном предупреждении работодателей о начале забастовки и об обязательном тайном голосовании для принятия решения о начале забастовки. Кроме того, отменялось правило «закрытого цеха» о преимущественном приёме на работу членов ведущего на данном предприятии тред-юниона, соглашения с тред-юнионами о минимальной гарантированной зарплате. Из консультативных правительственных комиссий по вопросам экономической и социальной политики также были исключены представители профсоюзов.
В 1979 году количество забастовок в Великобритании достигло своего пика (4583 забастовки. В 1984 году, в год шахтёрских забастовок, в стране проходила 1221 забастовка. В последующие годы премьерства Тэтчер количество забастовок стабильно падало: в 1990 году их было уже 630. Падало и количество членов профсоюзов: с 13,5 млн в 1979 году до 10 млн человек в 1990 году (год отставки Тэтчер). По мнению BBC, Тэтчер «удалось лишить профсоюзы власти почти на одно поколение».

### Тред-юнионы и «новый лейборизм»

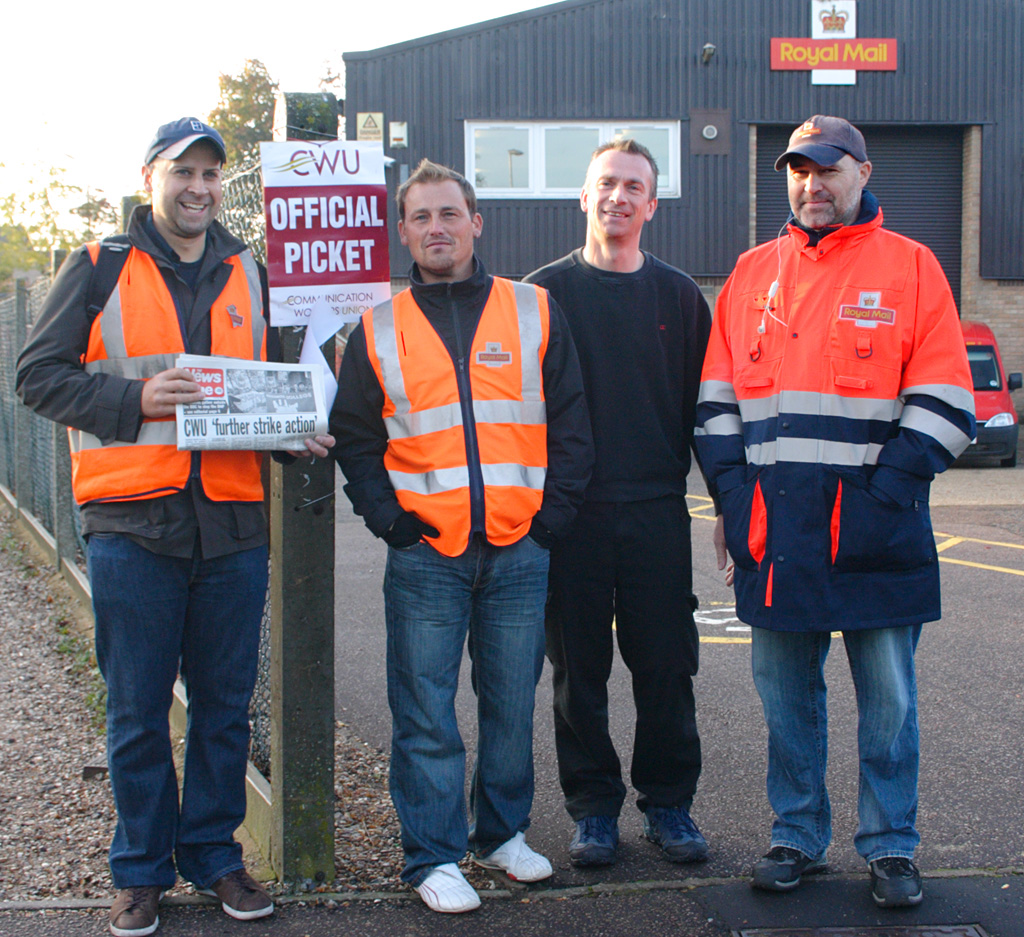
Пикет бастующих сотрудников Royal Mail в Боуторпе (Норидж) в 2009 году.

Триумф «тэтчеризма» и социально-экономические изменения в стране и мире, в частности, распад социалистической системы, привели к тому, что во второй половине 1980-х годов в Лейбористской партии намечаются тенденции к отходу от традиционных лейбористских идей. В результате в 1990-х годах в партии верх взяли «Новые лейбористы» Тони Блэра. Их политическая философия основывалась на идеях Энтони Гидденса о «третьем пути», представлявшему центристскую «альтернативу капитализму и социализму». Партия отказалась от «старого лейборизма», основанного на расширении «государства всеобщего благосостояния», высоких налогах и национализации, и сдвинулась вправо, к социального либерализма, стала призывать к «социальной справедливости», а не к «социальному равенству», с акцентом на «равенство возможностей», и подчёркивала пользу свободного рынка, как механизма достижения экономической эффективности и социальной справедливости. Профсоюзный деятель и журналист Джимми Рейд подверг это критике, утверждая что открытая поддержка лейбористами рыночной экономики лишь уменьшила социальную справедливость в стране.
«Новый лейборизм» Блэра оказался привлекательным для избирателей и позволил Лейбористской партии с большим перевесом выиграть выборы 1997 года. Вот только возвращение лейбористов к власти после 18-летнего перерыва не принесло тред-юнионам пользы. «Новые лейбористы» почти не были связаны с профсоюзами, в отличие от прежних лейбористских руководителей, сам Блэр «[не] потрудился скрыть свое презрение к британскому профсоюзному движению». «Новые лейбористы» в значительной мере дистанцировался от тред-юнионов, не собирались ни отстаивать их интересы в парламенте и предоставлять им важные посты в руководстве партии. Правительство Блэра также отказалось отменить антипрофсоюзные законы Тэтчер, несмотря на то, что профсоюзы обеспечили большую часть финансирования его избирательной кампании.

### XXI век

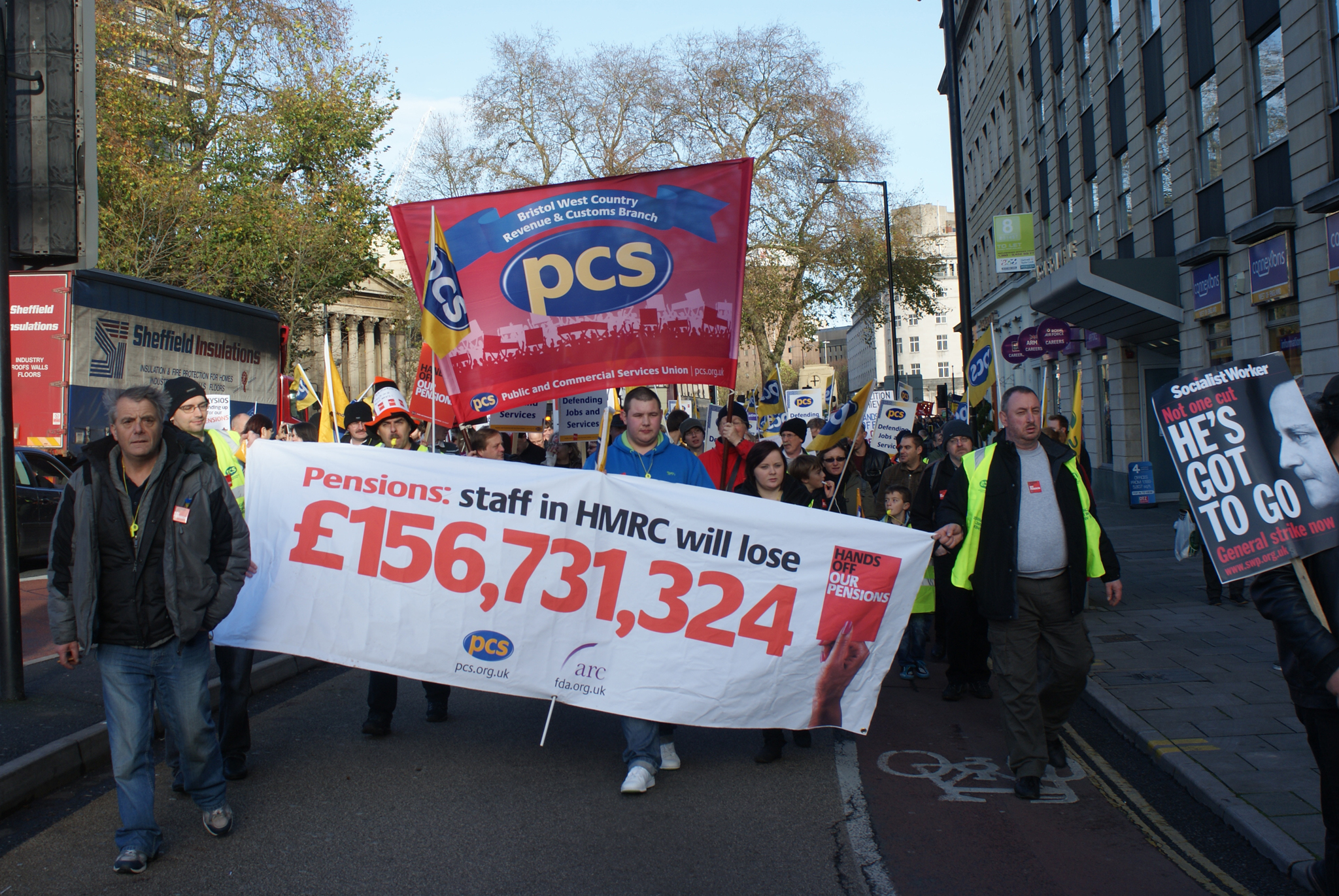
Протестующие в Бристоле во время забастовки государственных служащих 2011 года.

На выборах руководства Лейбористской партии в 2010 году профсоюзы сыграли важную роль в победе Эда Милибэнда над его братом, после того как заручился поддержкой трёх из четырёх крупнейших профсоюзов Великобритании. Это привело к тому, что Милибэнд получил прозвище «Красный Эд» и получил репутацию человека, служащего интересам профсоюзов.
Одной из крупнейших профсоюзных акций XXI века в Великобритании стала 24-часовая забастовка работников государственного сектора в 2011 году, в которой участвовали до двух миллионов человек, протестуя против сокращения пенсий. Пострадало 76 % финансируемых государством школ, при этом 62 % школ были вынуждены полностью закрыться. Правительству Великобритании пришлось привлечь государственных служащих из других ведомств и отправить сотрудников посольств домой, чтобы предотвратить длительные задержки на границах и в аэропортах после того, как 80–90 % членов профсоюза иммиграционной службы объявили забастовку. 79 000 сотрудников Национальной службы здравоохранения (около 14,5 %) также объявили забастовку. По данным Национальной статистической службы, из-за забастовки было потеряно 1,39 миллиона рабочих дней.

## Членство
Число членов тред-юнионов сокращается с 1980-х годов. Если в 1979 году насчитывалось 13 миллионов членов профсоюзов, то к 2000 году их осталось примерно 7,3 миллиона, а в 2012 году число членов профсоюзов упало ниже 6 миллионов впервые с 1940-х годов. С 1980 по 1998 год доля сотрудников, являвшихся членами профсоюза, упала с 52 % до 30 %, а в 2021 году доля членов тред-юнонов среди всех занятых сократилось более чем вдвое с по сравнению 1979 годом, когда 53 % работников были членами профсоюза.

### Историография
- Callaghan, John, et al. eds., Interpreting the Labour Party: Approaches to Labour Politics and History (2003) online; also online free; 210pp
- Taylor, Antony. "The Transnational Turn in British Labour History." Labour History Review 81.1 (2016)
- Zeitlin, Jonathan. "From labour history to the history of industrial relations." Economic History Review 40.2 (1987): 159–184. in JSTOR